# Miguel Ângelo da Luz
Miguel Ângelo da Luz Coelho (Rio de Janeiro, 5 aprile 1959) è un allenatore di pallacanestro brasiliano.

## Carriera
Alla guida del Brasile ha vinto la medaglia d'oro ai Campionati mondiali del 1994 e la medaglia d'argento ai Giochi olimpici di Atlanta 1996 e ai Campionati americani del 1993, oltre a due medaglie d'oro ai Campionati sudamericani. 